# Rue des Roses
Rue des Roses är en gata i Quartier de la Chapelle i Paris artonde arrondissement. Gatans namn ("Rosornas gata") kommer av att den tidigare var belägen i ett lantligt område. Rue des Roses börjar vid Place Hébert 5 och slutar vid Rue de la Chapelle 42.

## Omgivningar
- Saint-Denys de la Chapelle
- Sainte-Jeanne-d'Arc
- Square de la Madone

## Bilder
| - Gatuskylt. - Saint-Denys de la Chapelle. - Sainte-Jeanne-d'Arc. - Square de la Madone. |

## Kommunikationer
- Tunnelbana – linje  – Marx Dormoy
- Busshållplats Les Roses – Paris bussnät, linjerna 38 60

### Webbkällor
- ”Rue des Roses”. Mairie de Paris. https://web.archive.org/web/20160303202439/http://www.v2asp.paris.fr/commun/v2asp/v2/nomenclature_voies/Voieactu/8332.nom.htm. Läst 21 september 2023.
- ”Rue des Roses”. Les rues de Paris. https://web.archive.org/web/20190903130347/http://www.parisrues.com/rues18/paris-18-rue-des-roses.html. Läst 21 september 2023.